# Nepeta santoana
Nepeta santoana là một loài thực vật có hoa trong họ Hoa môi. Loài này được Popov mô tả khoa học đầu tiên năm 1922.